# Дурляси
Дурляси (пол. Durlasy) — село в Польщі, у гміні Леліс Остроленцького повіту Мазовецького воєводства.
Населення — 446 осіб (2011).
У 1975-1998 роках село належало до Остроленцького воєводства.

## Демографія
Демографічна структура станом на 31 березня 2011 року:
|          | Загалом | Допрацездатний вік | Працездатний вік | Постпрацездатний вік |
| -------- | ------- | ------------------ | ---------------- | -------------------- |
| Чоловіки | 217     | 45                 | 158              | 14                   |
| Жінки    | 229     | 47                 | 140              | 42                   |
| Разом    | 446     | 92                 | 298              | 56                   |